# Lucia Hippolito
Maria Lucia Pereira Hippolito, dite Lucia Hippolito, née le 29 juin 1950 à Bauru (État de São Paulo) et morte le 21 juin 2023 à Botafogo (Rio de Janeiro), est une politologue, journaliste, historienne et maîtresse de conférences brésilienne. Elle est spécialiste des élections, des partis politiques et de l'État brésilien.

## Biographie
Dès 2008, Lucia Hippolito présente le programme Rio CBN, et commente la politique dans la même radio depuis 2002 ainsi que pour UOL et GloboNews. Elle participe aux débats des programmes "Sem Censura" de TVE/Rede Brasil et "Debates Populares" de Rádio Globo Am-Rio.
De 2005 à 2010, elle fait partie de l'équipe de femmes composée de Lilian Witte Fibe, Cristiana Lôbo et Ana Maria Tahan, des débatteuses qui participent au débat hebdomadaire "As Meninas do Jô", diffusé dans le cadre du Programa do Jô. Elle est aussi cheffe de cabinet de la présidence de l'Instituto Brasileiro de Geografia e Estatística (IBGE).
Lucia Hippolito est l'épouse du professeur Edgar Flexa Ribeiro, qui est à la fois propriétaire et directeur du Colégio Andrews, président de l'Académie brésilienne de l'éducation, ainsi qu'ancien président du Syndicat des établissements d'enseignement privé de Rio de Janeiro.

### Prix
Lucia Hippolito a reçu six fois le « Trophée de la presse féminine »,.
Le 21 novembre 2011, la politologue a reçu la médaille Tiradentes, hommage à ceux et celles qui ont réalisé des exploits exceptionnels d'aide au public.
Son livre intitulé "PSD de Raposas e Reformistas", est publié par Editora Paz e Terra et reçoit le prix du meilleur livre de sciences politiques décerné par l'Association nationale de recherche et de post-diplôme en sciences sociales.

### Maladies
En avril 2012, Lucia Hippolito découvre pendant ses vacances à Paris qu'elle a le syndrome de Guillain-Barré, une maladie auto-immune qui lui paralyse les mains et les muscles de ses jambes. Prise en charge au CHU de la Salpêtrière, elle est transférée dans une unité de l'Institut Pasteur spécialisée dans la maladie. Elle y passe 3 mois intubée en compagnie de son mari avant d'être transférée au Brésil où elle commence un long traitement.
En septembre 2022, Lucia Hippolito reçoit un diagnostic de cancer de l'utérus. Elle subit une intervention chirurgicale pour enlever la tumeur, mais la maladie se propage en mai 2023. 
Le 21 juin 2023, à l'âge de 72 ans, Lucia Hippolito décède à l'hôpital Samaritano, situé à Botafogo, dans la zone sud de Rio de Janeiro, où elle était traitée pour un cancer du poumon. Conformément à ses souhaits, ses cendres sont dispersées à Paris.

## Publications
- (pt-BR) De raposas e reformistas : o PSD e a experiência democrática brasileira (1945-64)
- (pt-BR) IPEA quarenta anos, uma trajetória voltada para o desenvolvimento : depoimentos ao CPDOC
- (pt-BR) Na periferia da história
- (pt-BR) Por dentro do governo Lula : anotações num diário de bordo